# Trichoniscus baschierii
Trichoniscus baschierii is een pissebed uit de familie Trichoniscidae. De wetenschappelijke naam van de soort is voor het eerst geldig gepubliceerd in 1953 door Alessandro Brian.